# 麻雀のローカル役
麻雀のローカル役（マージャンのローカルやく）では、現在の日本の標準的な麻雀において正規には採用されていないが、一部のローカルルールで採用されている役、およびかつて採用されていた役を一覧する。各種ローカル役の由来や起源はさまざまであるが、本家中国麻雀に由来する役、日本で独自に考案されてある程度広まった役、アメリカや台湾など海外の麻雀に由来し日本に輸入された役などにおおむね分類できる。古い中国麻雀に由来する役のことを古役（こやく）と言うこともある。
以下に一覧するローカル役の大多数は、標準的なルールではほとんど採用されない。しかし一部の役満に関しては、各種オンライン麻雀において現在もなお採用されている。それぞれの採用状況の違いについては、本稿下部の#採用状況節を参照のこと。

## 三連刻
三連刻（さんれんこー）は、連続する3刻子（槓子）を含む和了形を作った時に成立する役。2飜。三連ポンとも呼ばれる。
（例）   
しかし、
(例2)   　ロン
という形は、平和、断么九、一盃口にも取ることができる。

## 四連刻
四連刻（すーれんこー）は、連続する4刻子（槓子）を含む和了形を作った時に成立する役。役満。
（例）   
三連刻と四連刻をまとめて連刻役と言う。
中国麻雀では一色四節高の名称で正式に認められている。

## 人和
人和（れんほう、レンホー）は、子が自身の第1ツモ以前にロン和了することで成立する役。後段のまとめを見て分かる通り、ローカルルールの中では採用されることの多い役である。地和と同じく、ロン和了の前にチー・ポン・カンがあった場合は無効となる（役がない場合はチョンボとなる）。天和や地和と同じく役満とするルール、倍満もしくは跳満、満貫とするルールがあり場所によって値段の取り決めにバラつきが見られる。また、雀荘などではそもそも人和を採用していない場合も多く、事前に確認しておいたほうが良い。人和を採用しないルールでロンをかけた場合、役なしのチョンボを取られる可能性すらある。

## 大車輪
筒子の2から8までを2枚ずつ使った門前清一色断么九平和二盃口を役満としたもの。
（例）
かつては筒子の1から7までを揃えた形（次節小車輪の節に例示されている形）が大車輪とされていた。現在の定義は上記例示のような「2から8まで」で、一部のオンライン麻雀では正規の役満として採用されている。（後掲の#採用状況節も参照）
なお、大車輪が採用されていない場合でも、清一色+断么九+平和+二盃口=11飜なので、三倍満は確定。ドラがあるか立直と1役（ツモ・一発など）が絡むと数え役満になる。
また、聴牌時で大車輪が確定することはなく、待ち牌が何であろうと低目の和了の可能性がある。

## 小車輪
筒子の2から8までを対子にしたものを「大車輪」と呼ぶことがあるのに対し、筒子の1から7、もしくは3から9を対子にしたものを「小車輪」（しょうしゃりん）と呼ぶことがある。大車輪と同じく役満としている場合もあるし、倍満もしくは跳満としている場合もある。なお、小車輪を採用していようがいまいが門前清一色と二盃口が同時に成立し、必然的に倍満以上の役になるため、（後述するように異なった定義でない限り）小車輪を跳満として採用するのはあまり意味がないと言える。（高点法により小車輪ではない方の役が成立するため）
（例）
大車輪には定義揺れが見られないのに対し、小車輪は役の定義に以下のようなばらつきが見られる。
- 筒子の1から7で作ったもの（例示の牌姿。かつてはこの形が大車輪とされていた[w 1]）
- 筒子の3から9で作ったもの [新現代 1]
- 7連番にはなっていないが6連番になっているもの [w 1]
- 筒子によるメンチン七対子をすべて小車輪（もしくは大車輪）とするもの [g 1]
- 筒子によるメンホン七対子をすべて小車輪とするもの

さらに、牌姿によって「大車輪」「中車輪」「小車輪」と分けているケースもある。そもそも大車輪は1967年、『勝つ麻雀』（日本牌棋院編）という本で発表された役であり、当初は「筒子・清一・両般高で数字が連続した形」と定義されていた。これが「筒子・清一・七対子形」と役の定義を拡大するか否かで解釈の揺れが生じ、そこから小車輪・中車輪といった派生役が登場したもののようである。

## 大竹林
大車輪と同じ形を索子で作った場合、大竹林（だいちくりん）という別の役としたもの。大車輪と同じく役満。
（例）

## 大数隣
大車輪と同じ形を萬子で作った場合を、大数隣（だいすうりん）というこれまた別の役としたもの。
（例）
大竹林・大数隣ともに「大車輪の色違いの牌姿」という定義であり、小車輪と同格の派生役である。
中国麻雀では連七対という役名で正式採用されているが、こちらは門前で1種7連続の対子であれば成立すると広く定義されており、大車輪・小車輪・大竹林・大数隣を全て包含している。

## オープン立直
オープン立直（オープンリーチ、開立直）は、リーチ宣言の際に手牌を公開するリーチである。手牌を全て公開するルールと、待ちに関わる部分だけ（例えば二ー五ー八萬待ちなら三萬四萬五萬六萬七萬の五枚のみを公開する）ルールがある。通常のリーチに1飜増しして、2飜として計算する。オープンリーチが掛けられた場合、他家プレイヤーは宣言された待ち牌を河に捨てることができない。手牌すべてがアタリ牌になるなどしてやむを得ず振り込む場合は、役満払いとして計算する。ただし別のリーチ者がオープンに振り込んだ場合は通常のロン和了として扱い、オープン立直の2飜+複合している役の飜数で計算する。

## 紅孔雀
紅孔雀（べにくじゃく）とは、索子の1、5、7、9（緑一色で使用されない残りの索子）と中を使った和了形。役満。副露可。緑一色から派生した役だが、緑一色と違って索子の数牌に連続する部分がないため順子が作れず、チーが使えない。かつ、四面子一雀頭を構成する牌が5種類と完全に限定されるため、七対子形でも作れず、対々和の形でしか作れない。そのため緑一色や清老頭よりも難易度が高い。紅一色の名で紹介される場合もある。
（例）
（例：副露した和了形）　ロン　
1965年頃に横浜市の近藤修太郎という人物によって考案されたといわれる日本生まれの役である。近藤は緑一色に対抗して何か出来ないかと思い作ったが名付けの段になって「紅一色」という名前では牌の絵にそぐわない（緑色の部分もある）ため、一索の図柄である孔雀にあやかって「紅孔雀」と名付けたといわれている。

## 紅一点
紅一点（こういってん）とは、緑一色の發を中に置き換えた和了形。緑一色と同じく役満。緑一色は發がなくても認められることがあるが紅一点は中がないと發ナシの緑一色と同じになってしまうので、中のない紅一点は認められない。一点紅（いってんこう）、万緑叢中紅一点、万緑叢中一点紅という名称になっている場合もある。
（例）   
北宋の文人王安石の作とされる漢詩「石榴詩」に「萬緑叢中紅一點」という一節があり、これが役の由来となっている。また、この役の歴史は緑一色よりも古いとされる。

## 緑一色輪
緑一色輪（りゅーいーそーりん）は、緑一色の雀頭を五索に置き替えたもの。緑一色と同じく役満。出来上がった牌姿を花に例え、雄しべと雌しべに見立てた五索の対子を中心として牌を円形に並べ替えると美しく見えることからこの名が付いたとされる。緑一色を作り損なった場合の救済的意味合いが強い役であるが、五索以外の紅が混じった雀頭や、五索であっても刻子や槓子、順子の一部では緑一色輪として認められず、単なる清一色・混一色として扱われる。同じ紅を輪の中心として見立てた役に紅一点が存在するが、こちらの雀頭は五索ではなく中である。
（例）
非常に特殊なローカル役であるため現在では知る人もほとんどおらず、もっぱら東海地方の一部の雀荘やスーパーファミコン用ソフト『卒業番外篇 ねぇ麻雀しよ!』などでわずかに見られるのみである。緑一色輪を採用している雀荘の場合、緑一色の場合は必ず發が含まれていなければならないのに対し緑一色輪の場合は發が入っていてはならないとされる場合もある。また、下図のような五索が中心にくる七対子形のみを緑一色輪とする場合もある。

## 黒一色
黒一色（へいいーそー、こくいーそー）は、筒子の黒丸のみの牌 （2・4・8） と風牌（東南西北）で構成された和了形を役満としたもの。対々和か七対子の形となる。二筒、四筒、八筒が必ず入っていなくてはいけないとする場合もある。現在一般的なルールでは採用されない。
（例）   

## 断紅和
断紅和（たんふぉんほー）は、赤色を含まない牌（2・4・8筒、2・3・4・6・8索・東・南・西・北・白・發）のみで4面子1雀頭または七対子を作る役。門前3飜、食い下がり2飜。字牌を含む場合を混断紅、字牌を含まない場合を清断紅という場合がある。このとき、清断紅は6飜役（食い下がり5飜）とされる。
（例）

## 百万石
百万石（ひゃくまんごく）は、萬子の清一色で、数字の合計が百萬以上となった時に成立する役。役満。副露可。
（例）         
この例では合計が114となっている。ダブル役満とするルールもある。
また、合計が丁度100になるのを純正百万石（又は加賀百万石）ということもある。さらに、
- 丁度100になる時だけ役満にする
- 純正百万石をダブル役満にする
- 5萬を雀頭、6,7,8,9萬を刻子で作った場合のみダブル役満とする(丁度100なだけでは普通の役満になる)※槓子不可[要出典]
- 清一色でなくてもいいが混一色でないといけない[w 6]

と、様々なルールがある。

## 一色三順
一色三順（いっしょくさんじゅん、いーそーさんしゅん）は、同色で同数の順子を3つ作った時に成立する役。一盃口は同色同数の順子2つだが、一色三順はこれが3つ。基本的には門前役だが、副露を認めている場合もある。門前で作った場合は三連刻と同じ形になる。
（例）
中国麻雀では一色三同順の名称で正式に認められている。

## 一色四順
一色四順（いっしょくよんじゅん、いーそーすーしゅん）は、同色で同数の順子を4つ作った時に成立する役。役満。一色三順の上位役。基本的には門前役だが、副露を認めている場合もある。
（例）
中国麻雀では一色四同順の名称で正式に認められている。

## 十三不塔
十三不塔（しーさんぷとう、しーさんぷーたー）は、親の配牌時またはチー・ポン・カンのない子の第1ツモ時に、面子・搭子が一切なく雀頭が一つだけある状態を特別に役満としたもの。
（例）
發の雀頭がある以外は、すべてバラバラの状態になっている。比較的有名なローカル役だが定義に揺れがあり、現在一般的なルールでは採用されない。

## 十三無靠
十三無靠（しーさんうーしー）は、配牌時または第1ツモ時に面子・搭子・対子が一切なく完全にバラバラになっている状態を特別に役満としたもの。
（例）
十三不塔と比較すると、こちらには対子さえない。十四不塔（しーすーぷとう）とも言う。
詳細は十三不塔#十三無靠を参照
中国麻雀では全不靠の名称で正式に認められているが、七星無靠と同様に摸打を経て手作りする役であり、また数牌の部分の条件も七星無靠と類似している。

## 七星無靠
七星無靠（ちーしんうーしー）は色Aで1-4-7の筋を、色Bで2-5-8の筋を、色Cで3-6-9の筋をそれぞれ1枚ずつ計7枚集め、かつ字牌7種をすべて1枚ずつ揃えた形を和了として認めた役。
（例）
十三不塔や十四不塔と似ているが配牌時に宣言する役ではなく、摸打を経て手作りする役である。
詳細は十三不塔#七星無靠を参照
中国麻雀では七星不靠の名称で正式に認められている。

## 八連荘
八連荘（ぱーれんちゃん）は、連続8回和了した場合の8回目の和了を手牌の牌姿にかかわらず役満分の支払いとする取り決め。親で8回連続あがらなければならないルールと、流局をはさんでもよいから親で8回連荘すれば八連荘と認めるルールがある。定義に揺れがあることもあり、現在八連荘を採用しているのは大手オンライン麻雀では麻雀格闘倶楽部のみである。（後掲の一覧も参照）

## 破回八連荘
破回八連荘（ぽーほいぱーれんちゃん、もしくは破連荘八回）は、八連荘を阻止するアガリを役満とする取り決め。八連荘と同じく手牌の中身は関係ない。八連荘に付随するローカルルールであるが、採用されることはほぼない。
詳細は八連荘#破回八連荘を参照

## 客風三刻
客風三刻（おたかぜさんこー）は、役牌にならない風牌3種を刻子（槓子）にした時成立する役。2飜もしくは3飜。役の定義から、東場の東家と南場の南家（西入、北入した場合は西場の西家、北場の北家も含まれる）にしかできない。親のみに認める場合や、場風は含まれてもよいとする解釈もある。
（例）      
これは東場の東家の例。役の付く風牌がダブ東しかなく、役のつかない南西北をすべて刻子にしている。

## 三風刻
三風刻（さんぷうこー）は、風牌4種のうち3種を刻子（槓子）にした場合成立する役。副露可の2飜。客風三刻と違い、役牌が含まれていてもよい。三風（さんぷー）、三風子（さんふぉんつ）といった名称になっている場合もある。関西地方の一部で採用されているローカル役である。
（例）      
東場の東家の例。役牌となる東が含まれていても三風刻は成立し、かつ、含まれている役牌とも複合する。この例ならダブ東+三風刻で満貫になる。中国麻雀では三風刻（サンフォンク）の名称で正式に認められており、12点役である。

## 四字刻
四字刻（すーつーこー）は、字牌で4刻子（槓子）作った時に成立する役。必然的に対々和・混一色の形になる。
（例）   

## 風花雪月
風花雪月（ふうかせつげつ）は、
「風」・・・門風牌もしくは荘風牌
「花」・・・五筒
「雪」・・・白
「月」・・・一筒
の各牌をすべて刻子にして和了したときに成立する古役。役満。四種類の牌は暗刻でも明刻でもよく、槓子になっていてもかまわない。残り2牌（雀頭）の制限もない。
（例）
これは東場または東家の例。花鳥風月とともに現在では知名度が下がり、一般的なルールでは採用されない。

## 花鳥風月
花鳥風月（かちょうふうげつ）は、
「花」・・・五筒
「鳥」・・・一索
「風」・・・門風牌もしくは荘風牌
「月」・・・一筒
の各牌をすべて刻子にして和了したときに成立する古役。役満。副露可で、4種類の牌は暗刻でも明刻でもよく、槓子になっていてもかまわない。残り2牌（雀頭）の制限もない。中国から伝わった役とされるが、現在では知名度も低く採用されることはない。
（例）
これは東場または東家の例。

## 東北新幹線
東北新幹線（とうほくしんかんせん）は、東と北を刻子と雀頭にし、残る3面子で一気通貫を作った和了形。役満。門前役。鳴いてもよいとされることもある。役満扱いではインフレが激しすぎるため、満貫から倍満程度にしている場合もある。この役を認定しない場合においても門前の場合は一気通貫＋混一色の5飜は確定し、最低限でも満貫となる。
（例）
東北新幹線が開通した1980年代に考案された役と考えられる。1987年から週刊少年サンデー超に不定期連載された中島徹の漫画作品『少年雀鬼-東-』に、この役が登場している（この作品が由来かどうかは不明）。
地域によって定義にバラつきがあり、東と北のシャンポン待ちのみ認めるとするルールや門前でなくてもよいとするルールもある。また、開業当時の東北新幹線で使用されていた新幹線200系電車の塗装が緑と白のツートンカラーであった事から一気通貫の部分は索子に限定するルール・列車の車輪に見立て筒子に限定するルールなども見られる。

## 東北自動車道
東北自動車道（とうほくじどうしゃどう）は二筒、四筒、六筒、東、北の5種類を使った対々和。役満。二筒を二輪車、四筒を普通車、六筒を大型車に見立て東、北を東北とかけたものである。
（例）
1987年から週刊少年サンデー超に不定期連載された中島徹の漫画作品『少年雀鬼-東-』に、この役が登場している（この作品が由来かどうかは不明）。因みにこの年、東北自動車道は川口JCT-浦和IC間開通により全線開通している。

## 南北戦争
南北戦争（なんぼくせんそう）は、南・北を各3枚ずつと色Aで"1861"を揃え色Bで"1865"を揃えることによって成立する役。役満。門前役。1861年と1865年は南北戦争の開戦と終戦の年である。
（例）
アメリカの麻雀に由来する役であるが、四面子一雀頭の原則に従っていないため、日本の麻雀では受け入れられていない。

## 金門橋
金門橋（ゴールデンゲートブリッジ）は123、345、567、789という4面子を作った時に成立する役。役満。サンフランシスコにあるゴールデンゲートブリッジの姿になぞらえて、順子の端と端がつながった吊り橋状の4面子を作る。中国麻雀の一色四歩高に相当するが、1ずつずれた形を認めるかは不明である。ダブル役満とするルールもある。
（例）    
ルールによっては清一色でなければならない、門前でなければならないとすることもある。また金門橋中央の橋脚が最大橋脚であることにならって、雀頭が同色の5でなければならないとする場合もある。その場合は5を4枚使う形になり、格段に難易度が上がる。

## 青ノ洞門
青ノ洞門（あおのどうもん）は、風牌4種のうち一つと筒子の2・4・8と發で作った対々和を役満としたもの。副露してもかまわない。
（例）      
大分県の史跡青の洞門に見立てた役。「青の洞門」の逸話を元に書かれた小説『恩讐の彼方に』の著者、菊池寛は戦前雀豪としても有名であった。この「青洞門」という役も菊池寛にちなんで考案されたものと考えられるが、現在一般的な麻雀で採用されることはない。

## 五門斉
五門斉（うーめんさい、うーめんちー）とは、萬子・筒子・索子・風牌・三元牌を全て使った和了形を作った時に成立する役。5飜もしくは2飜、もしくは役満。五門斎もしくは五門齊と表記することもある。別名を五族協和という。
（例）
雀頭は字牌に限るとするルール、対々形のみ認めるとするルール、門前役であるとするルールなど、取り決めには揺れが見られる。現在の日本の麻雀ではローカル役だが、中国麻雀では正規の6点役として認められている。

## 真似満
真似満（まねまん）は、子が親の捨牌と全く同じ牌を全く同じ順序で捨てることにより成立する役。満貫。真似満貫（まねまんがん、まねしまんがん）とも。1巡目から5巡目までとする場合や6巡目、7巡目までとする場合など取り決めに揺れがある。また6巡目まで真似すると跳満、7巡目で倍満、流局まで真似しきると役満とする場合もある。また飜数に対応して6-7巡目までが跳満、8巡目以降で倍満とする場合もある。子が子を真似しても認められるルールになっていることもある。成立までにポン・チー・カンが入ると無効になる場合もある。
フリー雀荘やオンライン麻雀等で採用されることはまずない。仲間内の麻雀においても、遊び半分でごくごくまれに採用されることがある程度である。

## 槓振り
槓振り（かんふり、かんぶり）は、槓をした直後の打牌に対してロンをすると成立する役。1飜。名前から搶槓と混同されることがあるが、定義は全く異なる役である。嶺上ロンとも呼ばれる。初期のコンピュータ麻雀のように搶槓という特殊なシステムの実装が困難だった時代に、搶槓のかわりとして槓振りを採用することがあった。そのためローカル役の中ではある程度名前の知られている役で、比較的採用されることの多い役だったが、現在一般的なルールでは採用されない。

## 頭槓和
頭槓和（とうかんほー）とは、第一巡目に槓をして嶺上開花で和了した場合を役満扱いとしたもの。第1ツモ以前に他家のチー・ポン・カンがあった場合は成立しない。天和・地和・人和に準ずる役で、これらとは複合しない。また、親の配牌時での暗槓の場合のみを頭槓和とする場合もある。いずれにせよ現在一般的なルールでは採用されておらず、通常ルールでは和了しても単なる嶺上開花と門前清自摸和のみの2飜となる。

## 連開花
連開花（れんかいほう）とは、槓を2回以上連続で行った場合の嶺上牌でのツモ和了を2飜役としたもの。「連槓開花（れんかんかいほう）」「槓々和（かんかんほう）」とも。嶺上開花の上位役なので、嶺上開花とは複合しない。
↓ この状況で他家の捨てた發を大明槓したとする。
  嶺上牌   
↓ この一萬をさらに暗槓したとする。
  嶺上牌      
2連続の槓による嶺上ツモにより、連開花が成立する。
最初の槓は暗槓・明槓・加槓を問わず、2つ目以降の槓についても嶺上牌そのものによる暗槓・加槓でなくてよい（手の内にあった牌による暗槓・加槓でもよい）。

## 五筒開花
五筒開花（うーぴんかいほう、うーとんかいほー）とは、嶺上開花で引いた和了牌が五筒だった場合を満貫役として扱ったもの。の図柄を花に見立てた古役だが、現在のルールでは採用されない。同様の古役に二索槍槓がある。また、五筒を花に見立てた役に花鳥風月と風花雪月がある。

## 二索槍槓
二索槍槓（りゃんぞーちゃんかん）は、二索の加槓に対して搶槓で和了した場合を満貫役として扱ったもの。の図柄を槍に見立てた古役だが、現在のルールでは採用されない。

## 一筒摸月
一筒摸月（いーぴんもーゆえ、いーとんもーゆえ）は、海底で引いたツモ和了牌が一筒だった場合を満貫扱いとしたもの。の図柄を月に見立て、海底に沈んだ月を掬い取ってあがるという意味の古役。現在のルールでは採用されない。摸月が模月と表記されたり、一筒撈月（イーピンラオユエ）と表記されることもある。

## 九筒撈魚
九筒撈魚（ちゅーぴんらおゆい）は、河底で打ち出された九筒でロン和了した場合を満貫扱いとしたもの。の図柄を魚の群れに見立て、河の底にいる魚群を掬い上げてあがるという意味の古役。現在のルールでは採用されない。

## 燕返し
燕返し（つばめがえし）は、他家のリーチ宣言牌でロン和了することによって成立する役。1飜縛りには無効とするルール、門前役とするルール、追っ掛けリーチに対してのみ有効とするルールなど値段や取り扱いに揺れが見られる。
一方、「リーチ宣言牌でロン」という定義とは大きく異なる定義をとるルールもある。昭和50年代の前半に天野大三らによって発表された「新現代ルール」では、「リーチ者がリーチ後にツモ切った牌でロン」という定義で1飜縛りに有効であった。「新現代ルール」は燕返しを初めて提唱した成文化ルールで、新たに設けた燕返しという新役によって「無役無飜手の救済」「リーチ偏重の緩和」を謳っている。
なお、現在の通常の文脈では「燕返し」という語はここで解説したローカル役ではなく阿佐田哲也の『麻雀放浪記』に登場する裏芸「天和ツバメ返し」を指す。詳細は麻雀の不正行為#燕返しを参照する。

## 大七星
大七星（だいしちせい、ダイチーシン）は、字牌7種（東・南・西・北・白・發・中）をすべて使った字一色七対子である。七福星、字牌七対子とも呼ばれる。
（例）
メンゼンで作らなければならないため出現頻度は極めて低く、ダブル役満とすることもあるが、各種麻雀団体・オンライン麻雀・ネット麻雀では役自体が採用されていない。とはいえこの手は字一色であり、大七星が採用されていなくても和了すれば役満である。

## 三元七対子
三元七対子（さんげんちーといつ）は、三元牌3種（白・發・中）の対子を含む七対子を通常の七対子の上位役として1飜上乗せしたもの。三元牌七対子とも呼ばれる。下記の四喜七対子とは複合できない。その場合は字一色または上記の大七星となり役満となるため。
（例）
大三元、小三元と並べて、ミニ三元と呼ばれることもある。

## 四喜七対子
四喜七対子（すーしーちーといつ）は、風牌4種（東・南・西・北）の対子を含む七対子を通常の七対子の上位役として1飜上乗せしたもの。四風七対子、四風牌七対子とも呼ばれる。
（例）
大四喜、小四喜と並べて、ミニ四喜と呼ばれることもある。

## 清盃口
清盃口（ちんぺーこー）は、二盃口を構成する二翼の面子部分がそれぞれ同じ数字だった時に成立する役。下の例では萬子が345で筒子も345である。3飜または4飜（二盃口に1飜を加算）。「二盃口同順」という別称もあったようである。
（例）
麻雀用語における「清」は、清一色と混一色や清老頭と混老頭に見られるように字牌の有無を指し示す接頭辞である。しかし、清盃口においてはそのような通常の意味で使われていない。

## 双竜争珠
双竜争珠（しゃんろんちょんちゅ）は、雀頭を筒子にし萬子と索子で同じ数字の順子をそれぞれ2組作ったときに成立する役。ただし、234456のように順子のどこかが重なっているものは双竜争珠として扱わない。文字通り筒子を珠に見たて、2匹の竜が争奪しているさまをなぞらえたもの。
（例）
古役のため点数は諸説あるが、おおむね満貫程度。流し満貫のように他の役と複合しない特殊満貫とする場合もある。また、順子を6連続に限定して雀頭も五筒などに限ることで役満とする場合もある。

## 鏡同和
鏡同和（きゃんどんほー）は、2種類の数牌で同じ順子を作れば成立する役。2飜。門前役とする場合と、食い下がり1飜を認める場合がある。上の双竜争珠と似通った牌姿になる役であるが、双竜争珠が雀頭を筒子に限定しているのに対し鏡同和にはそうした制約はない。
（例）
雀頭をはさんで筒子で234と789、索子でも234と789となっている。一部のコンピュータゲームで採用されていることがあった。
中国麻雀では三色双竜会という類似した役が正式に認められている。こちらは（色の制限はないが）雀頭が5であり、順子の組は123と789でなければならない。

## 二同刻
二同刻（りゃんどーこー）は、2種類の数牌で同じ刻子（槓子）を作れば成立する役。両同刻ともいう。2飜だが、必ず対々和が複合するため実質4飜。鏡同和と違い食い下がりはない。鏡同和の対々和バージョンと言える。
（例）
萬子で2と7の刻子、筒子でも2と7の刻子を作っている。牌姿から、「ダブルデート」「アベック対々」と俗称されることもある。中国麻雀には双同刻という似た役があるが、双同刻は同じ数字の2組の刻子によって成立する役であり、二同刻とはやや定義が異なる。

## 小タテ
小タテ（しょーたて）は、萬子・筒子・索子の同じ数字の数牌で刻子を2つ作り、もう1種を雀頭にした場合に成立する役。喰い下がりなしの2飜。
（例）   
主に北海道地方で採用されているローカル役で、三色同刻の小三元バージョンである。この牌姿の場合であがれば三色同刻になり、であがった場合は小タテになる。小タテを採用する場合、三色同刻は3飜として扱う。

## 五心通貫
五心通貫（うーしんつうかん）は同種の数牌で123、46、789と揃え5のカンチャン待ちで和了した一気通貫。1飜。
（例）   

## 三色通貫
三色通貫（さんしょくつうかん）は萬子、筒子、索子の三種類の数牌を使って一気通貫を構成する面子を作ったときに成立する役。門前2飜、食い下がり1飜。三色一通（さんしょくいっつー）、混一気通貫（ほんいっきつうかん）と呼ばれることもある。
（例）
中国麻雀の花竜（ふぁろん、ほぁろん）に相当。日本では満貫が最高点だった時代に1飜役として知られていた古役である。しかし現在では一部のゲームソフトでオプションとして採用される程度である。

## 単竜
単竜（たんろん）とは、三色通貫（花竜）を単騎待ちであがったときに成立する役。三色通貫の上位役という扱いで、三色通貫とは複合しない。門前役。花竜からの派生役だが、中国麻雀には存在しない役である。
（例）   （単騎待ちで和了）

## 三色連刻
三色連刻（さんしょくれんこー）は萬子、筒子、索子の3色で連番の刻子（槓子）を作ると成立する役。2飜。
（例）
萬子で6、索子で7、筒子で8となっている。中国麻雀の三色三節高に相当する役だが、日本の麻雀では採用されない。

## 頂三刻
頂三刻（ちょうさんこう）は、同色の数牌で1・5・9の刻子（槓子）を作ると成立する役。中国から伝わった古役だが、現在では役として認められない。現在の一般的な麻雀の原型となったアルシーアル麻雀のルールでもこの役は採用されておらず、麻雀が日本化する過渡期の時代に消えていった役であると考えられる。
（例）

## 跳牌刻
跳牌刻（ちょうぱいこー）は同色の数牌で1・3・5、2・4・6、3・5・7、4・6・8、5・7・9など一つ飛ばしの3刻子（槓子）を作ると成立する役。頂三刻と同じく、現在では採用されない古役である。
（例）

## 筋牌刻
筋牌刻（すじぱいこー）は同色の数牌で1-4-7、2-5-8、3-6-9といった筋牌の3刻子（槓子）を作ると成立する役。頂三刻や跳牌刻と同じく、現在では採用されない古役である。
（例）

## 十二落抬
十二落抬（しーあるらおたい）は、ポンとチーおよび明槓によって4面子すべてを副露し裸単騎で和了することで成立する役。1飜。役名は十二枚を落抬（副露）したという意味。四副露単騎、唯一単騎、大吊車、全倒鋪、単騎受困、他力本願という別名がある。4面子1雀頭すべてを他家に頼って作る役であり、あがり方もロン和了でなければならない（ツモ和了を認める場合もある）。また、暗槓を含む場合は十二落抬として認められない。中国から伝わった古役で、中国麻雀ではこの役に相当する役として全求人という役が採用されている。

## 金鶏独立
金鶏独立（きんけいどくりつ、ちんちとうりい）は、一索の裸単騎を満貫とした古役。金鶏和（ちんちーほう）とも。暗槓が含まれている場合は役として認めない。
（例）            
一索の図柄を鶏に見立てたもので本来は一索でなければ認められない役だったが、時代を経るうちに裸単騎であれば1飜加算するという定義に変化していった。そのためこちらを四副露単騎と呼ぶ場合もある。さらに時代を下った現在では、ほぼ採用されることのない過去の役となっている。

## 独釣寒江雪
独釣寒江雪（とうちゃおはんちゃんしゅえ）は、白の裸単騎を満貫とした古役。暗槓が含まれている場合は役として認めない。白を雪に見立て、裸単騎で待つ状態を一人で釣りをしている情景になぞらえたもの。柳宗元の詩「江雪」に由来する。役満とする場合もある。金鶏独立と同様、現在では風化した役である。

## 七連宝燈・八連宝燈
純正九蓮は9種23枚待ちになるが、23枚待ちとはつまり、「自分の手牌で使っている13牌を除く同色牌すべて」ということである。同色牌すべてが待ちになる形は純正九蓮以外に8種類存在し、それを「七連宝燈（ちーれんぽうとう）」「八連宝燈（ぱーれんぽうとう）」と称するローカル役。いずれも同色牌すべてで和了ることができるが、自分で4枚使っている牌は待ちに数えないため、9面待ちではなくそれぞれ7面待ち・8面待ちとみなされる。一般的なルールでは普通の清一色として扱い、九連宝燈の一種と見なしたり特別な役として扱うことはないが、コナミのスーパーファミコン用ソフト『真・麻雀』（1994年）では変形九連宝燈というローカル役として採用されている。以下例示。
七連宝燈
| 四筒と六筒が4枚使い で七門張。 | 三筒と七筒が4枚使い で七門張。 |
八連宝燈
八連宝燈の形は6種類ある。いずれも八門張ではあるが23枚待ちになる。
| パターン1 で八門張。 | パターン4 で八門張。 |
| パターン2 で八門張。 | パターン5 で八門張。 |
| パターン3 で八門張。 | パターン6 で八門張。 |

## 単一役によるダブル役満の採否とローカル役満の採用状況
2014年現在、すべての麻雀プロ団体において、単一役によるダブル役満は採用されていない。ただし、巷間ひろく遊ばれている一般の麻雀では、大四喜・四暗刻単騎待ち・国士無双13面待ち・純正九蓮宝燈をダブル役満とするローカルルールがある。また、人和・四連刻・大車輪・八連荘については、各種ネット麻雀・オンライン麻雀で採用しているところと採用していないところがある。これら扱いの違い・採用状況の違いは以下の通りである。
- サイト名の列のソートボタンで元の順序に戻る。
- サイト名の列の着色（灰色）はアーケード麻雀。

| サイト名                    | 大四喜   | 四暗刻単騎 | 国士13面 | 純正九蓮 | 人和             | 四連刻 | 大車輪           | 八連荘 | 備考その他                                                                                      | 出典     |
| --------------------------- | -------- | ---------- | -------- | -------- | ---------------- | ------ | ---------------- | ------ | ----------------------------------------------------------------------------------------------- | -------- |
| 東風荘                      | ダブル   | ダブル     | ダブル   | ダブル   | なし             | なし   | なし             | なし   | サービス終了。                                                                                  | [ n 3 ]  |
| 雀賢荘                      | シングル | シングル   | シングル | シングル | なし             | なし   | なし             | なし   | 競技ルール・雀荘ルールが選択可能                                                                | [ n 4 ]  |
| 東南荘                      | ダブル   | ダブル     | ダブル   | ダブル   | 役満             | なし   | なし             | なし   | ビンタ、割れ目等が選択可能。サービス終了。                                                      | [ n 5 ]  |
| ハンゲーム麻雀4             | ダブル   | ダブル     | ダブル   | ダブル   | なし             | なし   | なし             | なし   |                                                                                                 | [ n 6 ]  |
| Maru-Jan                    | ダブル   | ダブル     | ダブル   | ダブル   | 役満             | なし   | なし             | なし   | なしなしルールが選択可能                                                                        | [ n 7 ]  |
| ロン2                       | シングル | シングル   | シングル | シングル | 満貫             | なし   | なし             | なし   | この中では唯一、大明槓の包あり                                                                  | [ n 8 ]  |
| 天鳳                        | シングル | シングル   | シングル | シングル | なし             | なし   | なし             | なし   |                                                                                                 | [ n 9 ]  |
| 雀バト                      | シングル | シングル   | シングル | シングル | 役満             | なし   | なし             | なし   | 数え役満, 流し満貫, 役満の複合なし。サービス終了。                                              | [ n 10 ] |
| 雀魂                        | ダブル   | ダブル     | ダブル   | ダブル   | なし（一部可能） | なし   | なし（一部可能） | なし   | 左図のうち、人和、大車輪のローカル役は、4人友人戦においてローカル役をありルールにすることで適用 | [ n 11 ] |
| 麻雀ロワイヤル              | ダブル   | ダブル     | ダブル   | ダブル   | 役満             | なし   | なし             | なし   |                                                                                                 | [ n 12 ] |
| 闘牌王                      | ダブル   | ダブル     | ダブル   | シングル | 満貫             | なし   | なし             | なし   |                                                                                                 | [ n 13 ] |
| 桃色大戦ぱいろん            | ダブル   | ダブル     | ダブル   | ダブル   | なし             | なし   | なし             | なし   | 数え役満, 流し満貫, 役満の複合あり。サービス終了。                                              | [ n 14 ] |
| 雀龍門M                     | ダブル   | ダブル     | ダブル   | ダブル   | 役満             | なし   | あり             | なし   |                                                                                                 | [ n 2 ]  |
| 麻雀格闘倶楽部              | ダブル   | ダブル     | ダブル   | ダブル   | 役満             | なし   | あり             | あり   |                                                                                                 | [ n 1 ]  |
| セガNET麻雀 MJ Arcade       | シングル | シングル   | シングル | シングル | 倍満             | なし   | なし             | なし   | 2010年4月1日にルール改定。                                                                      | [ n 16 ] |
| NMB48のカジュアルパーティー | ダブル   | ダブル     | ダブル   | ダブル   | 倍満             | なし   | なし             | なし   |                                                                                                 | [ n 17 ] |
| 雀ナビ四人麻雀オンライン    | シングル | ダブル     | ダブル   | シングル | 満貫             | あり   | あり             | なし   | チャット対局でルールの設定変更が可能                                                            | [ n 18 ] |

上記ネット麻雀・オンライン麻雀をはじめ、現在の標準的なルールでは、シングル役満の値段はすべて子32000点/親48000点である。しかし昭和の末期ごろまで（1980年代の末頃まで）、一部のルールでは役満の値段を子24000/親36000点（＝現在の三倍満の値段）にしていることがあった。例えば1986年（昭和61年）に発行された入門書『カラー版 麻雀教室』には、「役満の値段は子24000/親36000が普通だが、その難度から子32000/親48000にしていることもある（大意）」との記述が見られる。加えてこのルールブックでは、九蓮宝燈と大四喜を大満貫（だいまんがん）として別格に扱い、通常の役満の1.5倍の点数（子36000点 / 親54000点）と規定していた。さらに時代を遡ると、1979年に発行された『新現代ルールによる図解麻雀入門』では、役満を三倍満・四倍満・五倍満に分け、それぞれ子24000 - 32000 - 40000点 / 親36000 - 48000 - 60000点としていた。